# Bischofswerda
Bischofswerda település Németországban, azon belül Szászország tartományban. Lakosainak száma 10 648 fő (2023. december 31.). Bischofswerda Burkau, Demitz-Thumitz, Rammenau és Frankenthal községekkel határos.

## Népesség
A település népességének változása:
| Lakosok száma | 11 083 | 10 972 | 10 623 | 10 686 | 10 648 |
|               | 2017   | 2019   | 2021   | 2022   | 2023   |